# وینسنت کارتیسر
وینسنت کارتیسر (به انگلیسی: Vincent Kartheiser) (زاده ۵ می ۱۹۷۹) بازیگر آمریکایی است.
از فیلم‌های معروف او می‌توان به بازی در سریال‌های آنجل و مد من و فیلم‌های روزی دیگر در بهشت، آلاسکا، ناگفته، تنها کاری که می‌خواهم انجام دهم، کریپتو، قلب رام‌نشده و دوست من دامر اشاره کرد.